# Zouafques
Zouafques és un municipi francès situat al departament del Pas de Calais i a la regió dels Alts de França. L'any 2007 tenia 524 habitants.

## Demografia

### Població
El 2007 la població de fet de Zouafques era de 524 persones. Hi havia 175 famílies de les quals 38 eren unipersonals (19 homes vivint sols i 19 dones vivint soles), 43 parelles sense fills, 82 parelles amb fills i 12 famílies monoparentals amb fills.
La població ha evolucionat segons el següent gràfic:
Habitants censats

### Habitatges
El 2007 hi havia 209 habitatges, 188 eren l'habitatge principal de la família, 9 eren segones residències i 12 estaven desocupats. 206 eren cases i 3 eren apartaments. Dels 188 habitatges principals, 132 estaven ocupats pels seus propietaris, 51 estaven llogats i ocupats pels llogaters i 6 estaven cedits a títol gratuït; 2 tenien una cambra, 11 en tenien dues, 20 en tenien tres, 47 en tenien quatre i 108 en tenien cinc o més. 161 habitatges disposaven pel capbaix d'una plaça de pàrquing. A 80 habitatges hi havia un automòbil i a 93 n'hi havia dos o més.

### Piràmide de població
La piràmide de població per edats i sexe el 2009 era:
| Homes | Edats   | Dones |
| ----- | ------- | ----- |
| 0     | 95 o +  | 0     |
| 0     | 90 a 94 | 0     |
| 0     | 85 a 89 | 4     |
| 8     | 80 a 84 | 12    |
| 8     | 75 a 79 | 8     |
| 8     | 70 a 74 | 4     |
| 0     | 65 a 69 | 4     |
| 20    | 60 a 64 | 12    |
| 4     | 55 a 59 | 4     |
| 4     | 50 a 54 | 12    |
| 24    | 45 a 49 | 16    |
| 8     | 40 a 44 | 8     |
| 16    | 35 a 39 | 28    |
| 24    | 30 a 34 | 20    |
| 4     | 25 a 29 | 12    |
| 8     | 20 a 24 | 4     |
| 24    | 15 a 19 | 36    |
| 8     | 10 a 14 | 12    |
| 8     | 5 a 9   | 32    |
| 20    | 0 a 4   | 8     |

## Economia
El 2007 la població en edat de treballar era de 327 persones, 246 eren actives i 81 eren inactives. De les 246 persones actives 209 estaven ocupades (120 homes i 89 dones) i 37 estaven aturades (14 homes i 23 dones). De les 81 persones inactives 25 estaven jubilades, 27 estaven estudiant i 29 estaven classificades com a «altres inactius».

### Ingressos
El 2009 a Zouafques hi havia 204 unitats fiscals que integraven 568 persones, la mediana anual d'ingressos fiscals per persona era de 15.102 €.

### Activitats econòmiques
Dels 15 establiments que hi havia el 2007, 2 eren d'empreses de construcció, 4 d'empreses de comerç i reparació d'automòbils, 2 d'empreses de transport, 2 d'empreses d'hostatgeria i restauració, 1 d'una empresa financera, 1 d'una empresa immobiliària, 2 d'empreses de serveis i 1 d'una entitat de l'administració pública.
Dels 3 establiments de servei als particulars que hi havia el 2009, 1 era una autoescola, 1 fusteria i 1 restaurant.
L'any 2000 a Zouafques hi havia 9 explotacions agrícoles que ocupaven un total de 123 hectàrees.

## Equipaments sanitaris i escolars
El 2009 hi havia una escola maternal integrada dins d'un grup escolar amb les comunes properes formant una escola dispersa.

## Poblacions més properes
El següent diagrama mostra les poblacions més properes.